# Зимові Паралімпійські ігри 1992
Зимові Паралімпійські ігри 1992 відбулись у Альбервілі, Франція, з 25 березня по 1 квітня. Вони стали п'ятими Зимовими Паралімпійські іграми.

## Види спорту
- Лижні перегони
- Гірськолижний спорт
- Лижні перегони

## Таблиця медалей
Легенда
      Країна-господар
Топ-10 неофіційного національного медального заліку:
| Місце | Країна            | Золото | Срібло | Бронза | Загалом |
| ----- | ----------------- | ------ | ------ | ------ | ------- |
| 1     | США               | 19     | 16     | 9      | 45      |
| 2     | Німеччина         | 12     | 17     | 9      | 38      |
| 3     | Об'єднана команда | 10     | 8      | 3      | 21      |
| 4     | Австрія           | 8      | 3      | 9      | 20      |
| 5     | Фінляндія         | 7      | 3      | 4      | 14      |
| 6     | Франція           | 6      | 4      | 9      | 19      |
| 7     | Норвегія          | 5      | 5      | 4      | 14      |
| 8     | Швейцарія         | 3      | 8      | 4      | 15      |
| 9     | Канада            | 2      | 4      | 6      | 12      |
| 10    | Польща            | 2      | 0      | 3      | 5       |